# Póvoa de Varzim
Póvoa de Varzim je město ve stejnojmenném okrese, v portugalském regionu Norte.
Město se rozvíjelo díky obchodu a rybářství, v 18. století bylo druhým nejvýznamnějším rybářským přístavem státu. Posledních cca 100 let se díky svým plážím stalo jedním z hlavních turistických cílů oblasti. Póvoa de Varzim má významný textilní a zemědělský průmysl. Město disponuje bohatou mořskou kuchyní a zachovává staré zvyky, jako například systém psaní siglas Poveira či techniku masseira.

## Partnerská města
- Eschborn, Německo (od roku 1986)
- Montgeron, Francie (1988)
- Żabbar, Malta (2001)